# Мандапа

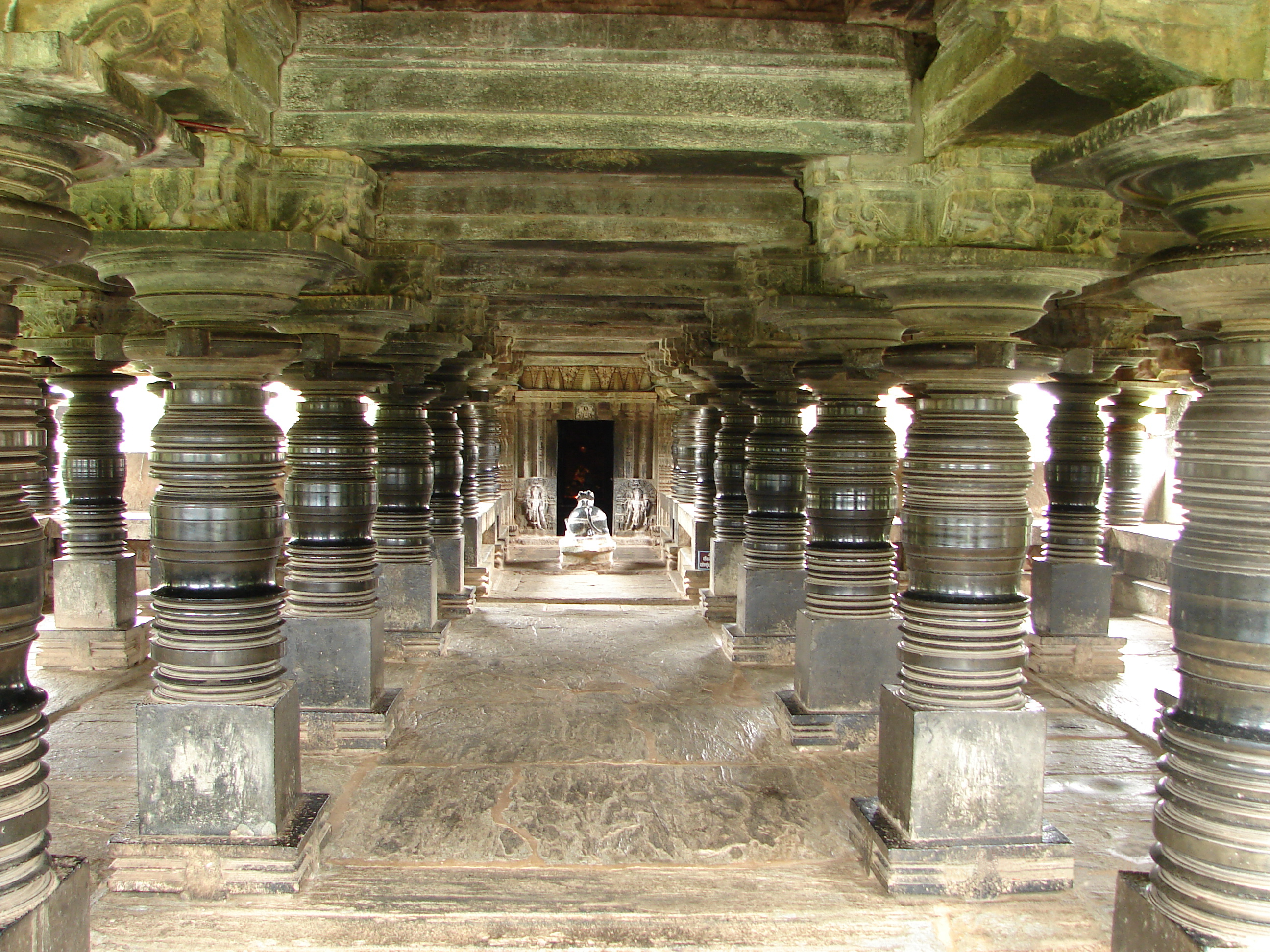
Відкрита зала з колонами Мандапа

Мандапа (санскр. मण्डप, гінді मंडप, англ. mandapa) також читається як «мантапа» або «мадапам») — в індійській архітектурі, відкрита зала з колонами або павільйон для публічних ритуалів.

## Храмова архітектура

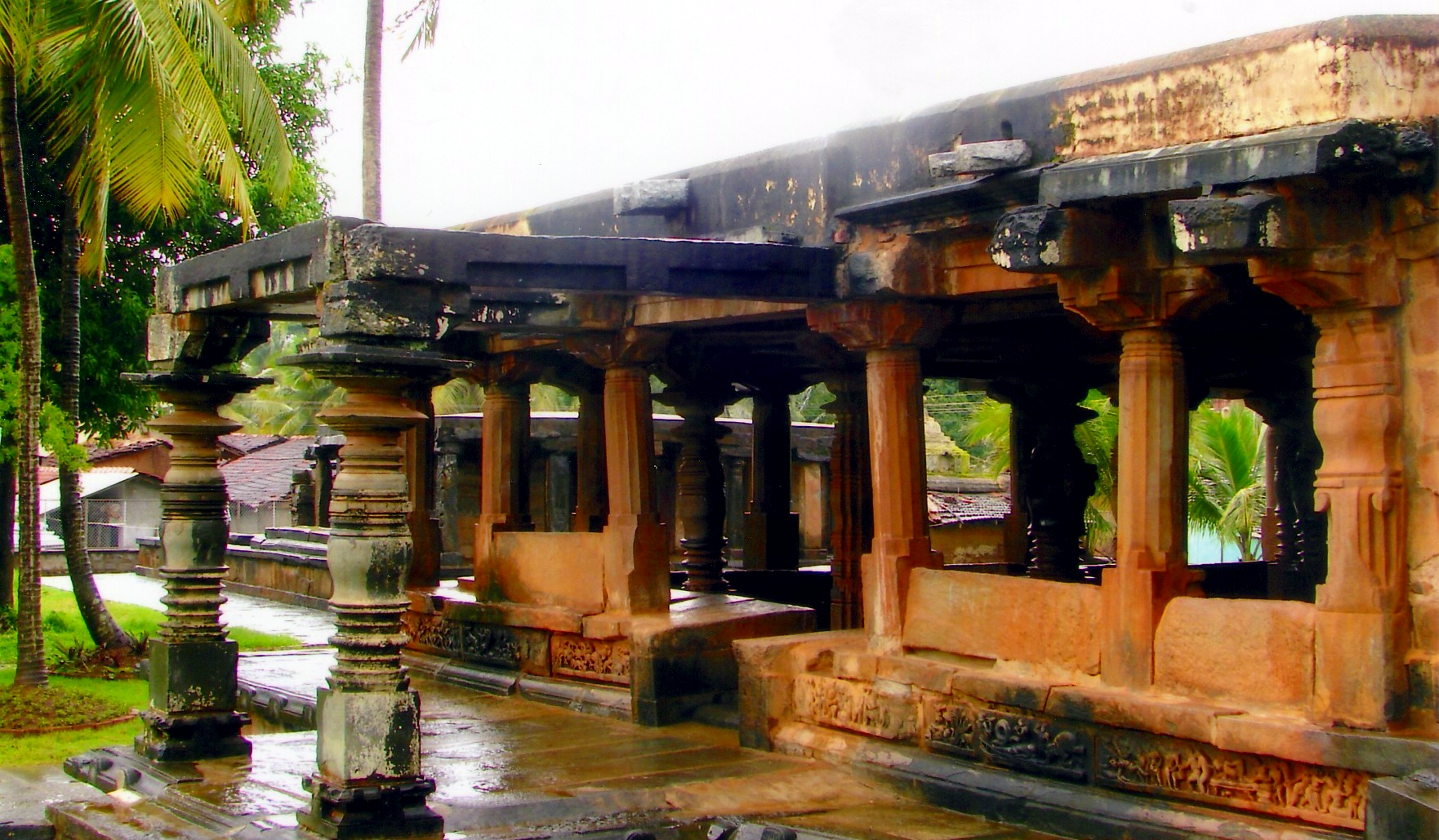
Ґанок біля входу Мандапи

В індуському храмі мандапа — це схожа на ґанок конструкція, що веде в храм через пишно оздоблені ворота (гопурам). Вона використовується для релігійних танців та музики, а також є частиною основної будівлі храму. Зазвичай зал молитви будували навпроти Святої святих храму (гарбхагріха). Великий храм складається більше ніж з одної мандапи.
Якщо одна будівля має декілька мандап, то кожна використовується за різним призначенням і отримує відповідну до своєї функції назву. Наприклад, мандапа, що присвячена священному шлюбу згадується як каляна мандапа. Зазвичай зал вміщував колони, прикрашені дивовижною різьбою. В сучасних умовах вона також являє собою будівлю, де проводяться індуські весілля. Нареченого та наречену оточує вогняне коло, запалене священиком в центрі мандапи.

## Різновидність назв

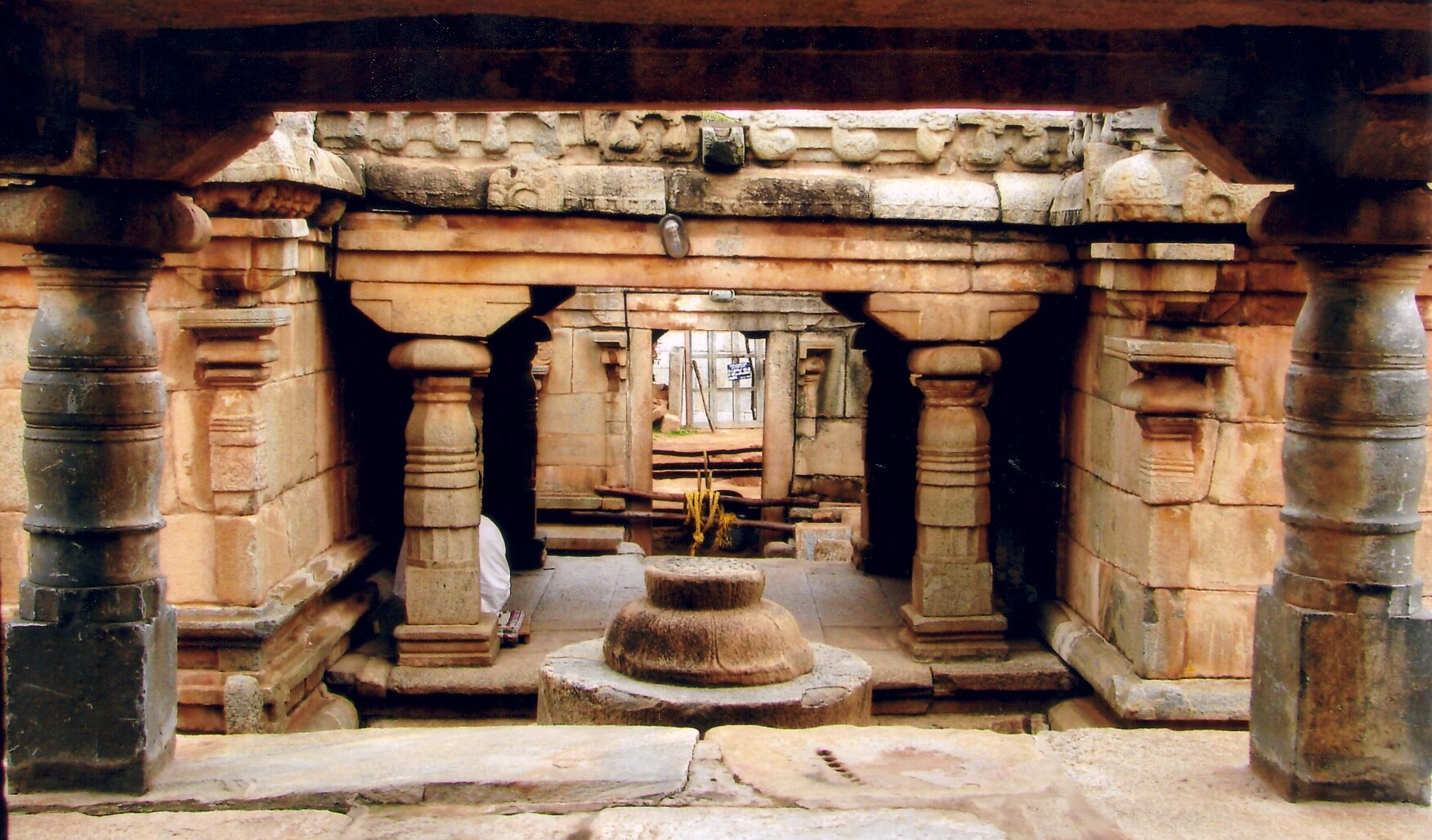
Мандапа у Храмі Святих Камбадахали

Коли у храмі більше одної мандапи, їм надаються різні назви:
- Арса Мандапам — проміжний простір між храмом зовні та ґарбою ґріха (Святою святих) або іншими мандапами храму.
- Астана Мандапам — зал для зборів,
- Каляна Мандапам — присвячений ритуальному весіллю Бога та Богині.
- Маха Мандапам — (маха — великий) В разі якщо храм складається більш як з однієї мандапи, то ця є найбільшою та найтовстішою. Вона використовується для проведення релігійних дискурсів. Деякий час маха мандапам будували вздовж поперечної осі з трансептом (розтягнуті частинки вздовж поперечної осі). Ззовні трансепт закінчується великим вікном, що забезпечує храм світлом та свіжістю.
- Нанді Мандапам (або Нарі мандір) — в храмах бога Шиви, павільйон зі статуєю священного бика Ненді, що дивиться на статую фалоса Шиви.
- Ранґа Мандапа
- Меґанас Мандапа
- Намаскара Мандапа
- Вікрита Мандапа

## Згадки в інших мовах
- В Індонезії мандап більш відомий як пендопо. Незвичним є той факт, що такі споруди в Індонезії в більшості випадків будують для мусульманської громади. Багато мечетей слідують дизайну пендопо, з шаруватим дахом аби нагадував гору Меру.
- У тамільській мові ця платформа — Ааїрам Каал Мандапам — зал із сотнею колон, близький до вигляду віману (літального апарата, що описаний в давньоіндійській літературі), що формує явну частину плану місцевості класичної дравидської архітектури.
- Бірманський термін мандат, що етимологічно походить від слова мандапа з мови палі, це відкрита платформа чи павільйон з якого люди бризкають воду на прохожих під час будистського свята Тінджан.
- Мандапа тайською — мондоп. Вона часто фігурує в тайських храмах та мистецтві, або ж у вигляді Хор Трай (бібліотеки храму) чи вівтаря, як, наприклад, в Ват Чанґ Мен що в місті Чіангмай.